# Дёрнер, Ханс-Юрген
Ханс-Ю́рген (Дикси) Дёрнер (нем. Hans-Jürgen Dörner, 25 января 1951, Гёрлиц, ГДР — 19 января 2022) — немецкий футболист.

## Биография
Выступал за клуб «Динамо» (Дрезден) (1967—1986) и национальную сборную ГДР (100 игр, 9 голов).
В юности играл в своём родном городе Гёрлиц за «BSG Energie Görlitz», позже за «Motor WAMA Görlitz». В возрасте 16 лет был делегирован в Дрезден, в спортивное общество «Динамо Дрезден».
Ещё до первой игры в Оберлиге он 22 июня 1969 года играл в национальной сборной. С 1975 года он играл в сборной на позиции либеро и в 60 матчах был капитаном команды. Его самый большой спортивный успех — олимпийский футбольный турнир в Канаде, где сборная ГДР победила Польшу 3:1 и завоевала золотую медаль. Всего он 96 раз играл в футболке сборной и занимает этим второе место в рейтинге после Йоахима Штрайха (98).
По окончании карьеры — тренер. Работал с юниорской сборной ГДР по футболу (U-23) в 1985—1990.
В сезоне 1995/96 возглавил «Вердер», где в то время играл Владимир Бесчастных.
В сезоне 1998/99 тренировал «Цвиккау», в 2000/01 — Аль-Ахли из Египта.
В 2001 вернулся в Германию, работал с клубом «Лейпциг» до 2003. В 2006—2010 возглавлял клуб «Radebeuler BC 08».

## Достижения
- Чемпион ГДР: 5 раз: 1971, 1973, 1976, 1977, 1978.
- Обладатель Кубка ОСНП: 5 раз: 1971, 1977, 1982, 1984, 1985.
- Футболист года ГДР: 1977, 1984 и 1985.
- Олимпийский чемпион: 1976.